# Schloss Ichstedt

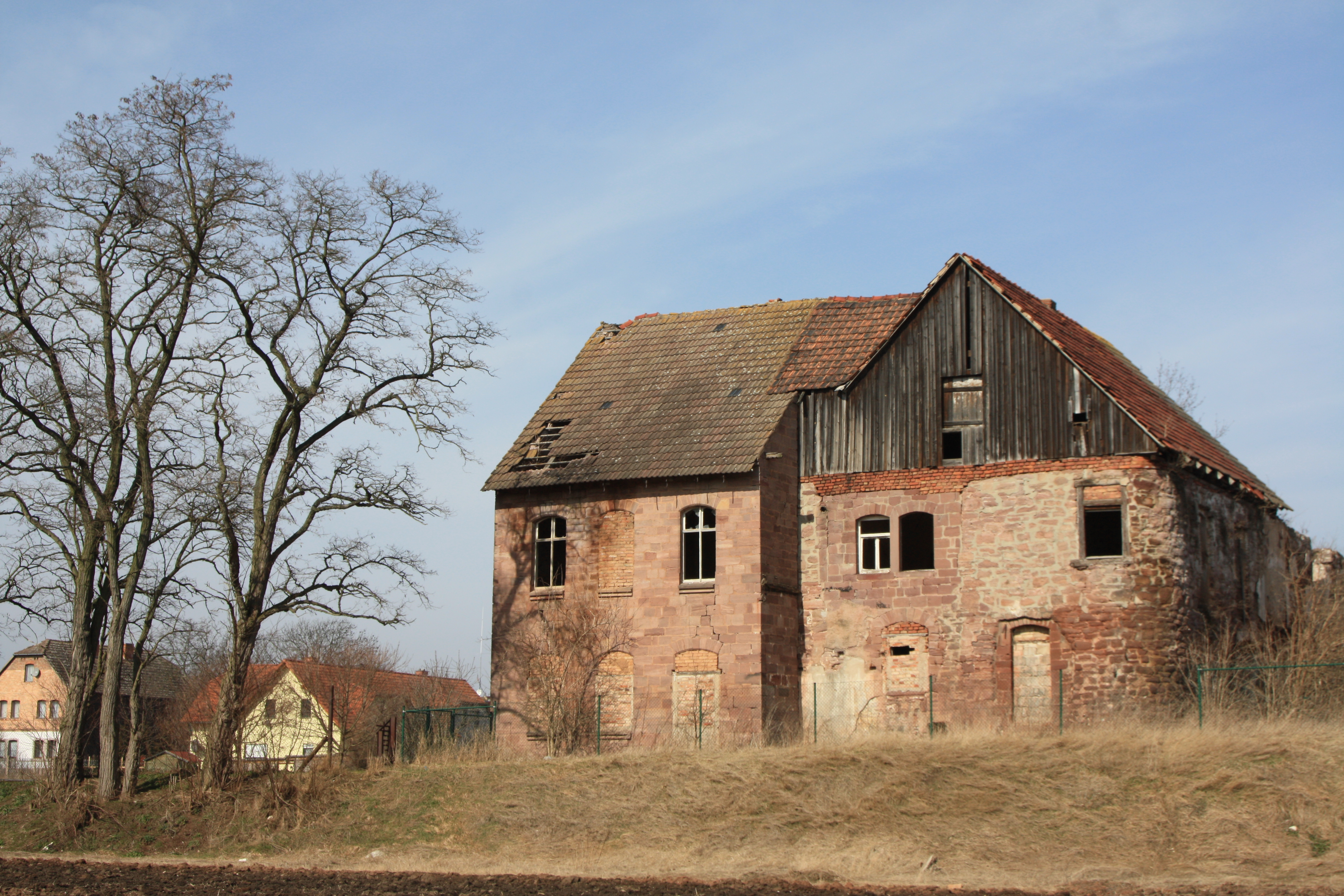
Ruine vom „Schloss Ichstedt“ 2010

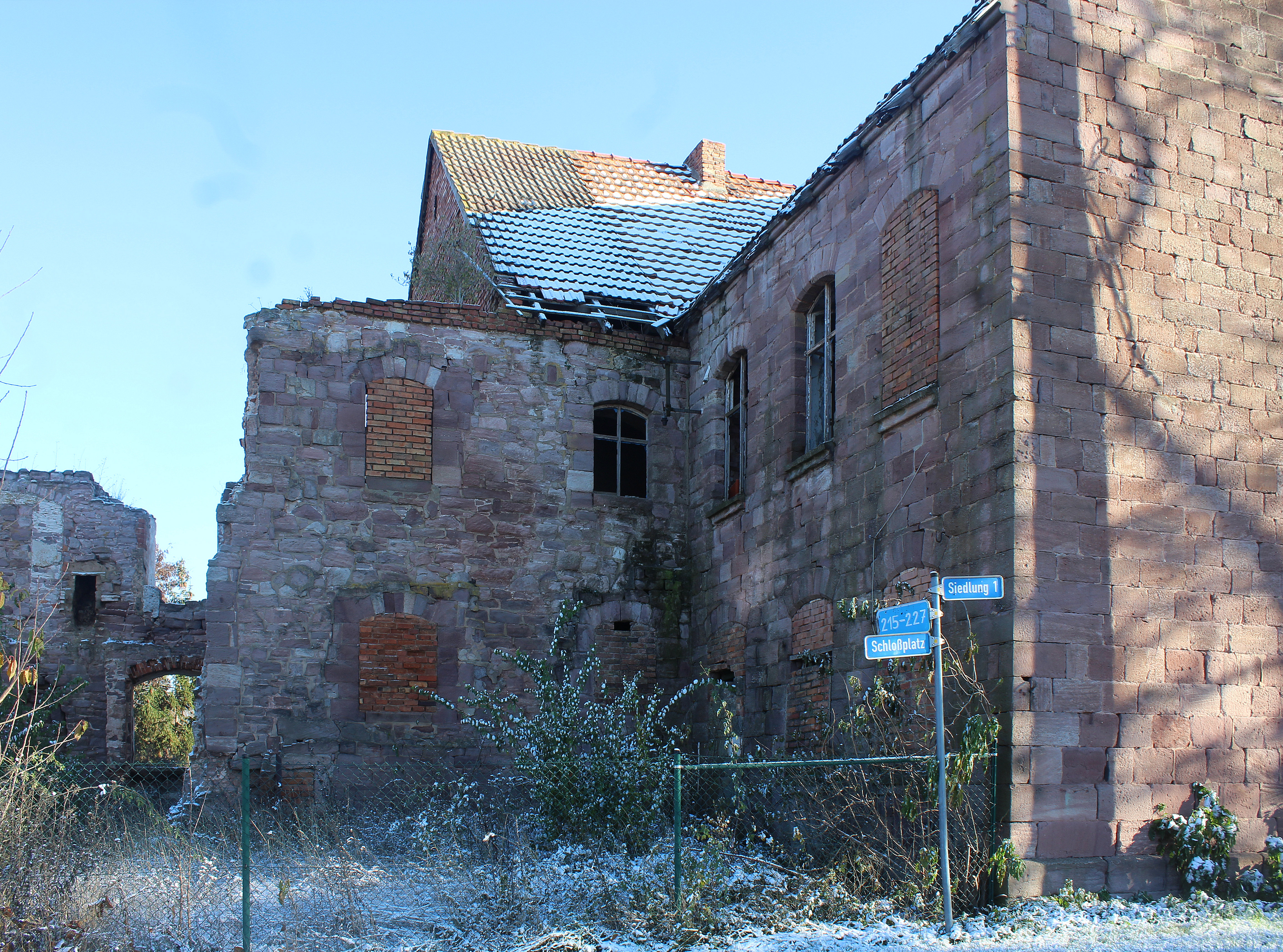
Ruine vom „Schloss Ichstedt“ 2022

Das sogenannte Schloss Ichstedt steht in der seit 2019 zur Stadt Bad Frankenhausen/Kyffhäuser gehörenden Ortschaft Ichstedt im Kyffhäuserkreis im Norden von Thüringen. Die Ruine wird aufgrund ihres Namens mitunter auch in Verzeichnissen echter Schlösser und Burgen erwähnt, obwohl es sich lediglich um ein vergleichsweise kleines Herrenhaus handelte.

## Geschichte
Die erstmalige urkundliche Erwähnung von Ichstedt erfolgte zwischen 750 und 802. Eine belegte Nennung des Ortes findet sich in einer Urkunde von Ludwig dem Deutschen im Jahre 874. In dieser Zeit wurde auf dem Areal eine Wasserburg gegründet, die der Überwachung und Sicherung des örtlichen Helmeübergangs diente. Weiteres ist über die Burg nicht bekannt. 1440 wurde mit dem Herrenhaus die Stiftung einer Vikarie verbunden. Ende des 18. Jh./Anfang des 19. Jh. fand die umfassende bauliche Erneuerung des breitgelagerten Massivbaus statt.
1970 wurde das Hauptgebäude durch einen Brand zerstört und befindet sich seitdem im ruinösen Zustand.

## Bauliches

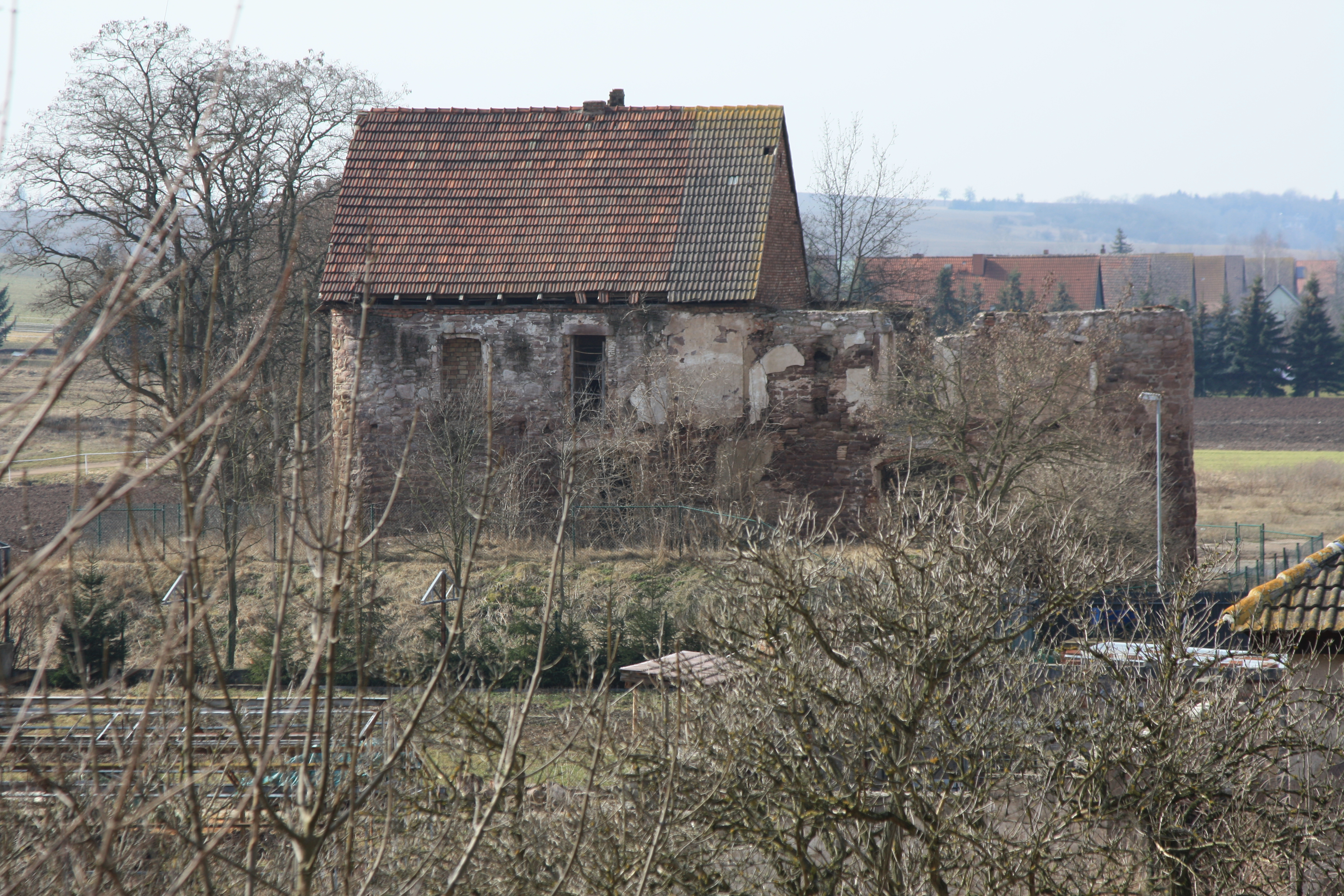
Ostfassade

Erhalten haben sich die Reste des Haupthauses, eines L-förmigen zweistöckigen Gebäudes, ursprünglich mit einem einfachen Giebeldach gedeckt. In dieses Gebäude ist die (heute) Ruine eines großen, ca. 23 m × 10 m messenden, viereckigen Baues integriert. Dabei handelt es sich um ein wohnturmartiges Gebäude in massiver Bauweise. Ursprünglich dreigeschossig ausgeführt, ähnelt er mit den heute noch erkennbaren abgerundeten Ecken stark dem Hohen Haus auf Schloss Beichlingen. In der Literatur wird daher ein spätmittelalterlicher Ursprung angenommen.
Daneben befindet sich das zweistöckige, axialsymmetrische Gutshaus aus dem Jahr 1704 mit Maßen von ca. 55 m × 16,3 m. Es weist ein giebelbekröntes Hauptportal auf und ist mit einem Walmdach versehen. Die Kernanlage weist noch spärliche Reste einer ursprünglichen Umfassungsmauer auf.